# Паяльная лампа

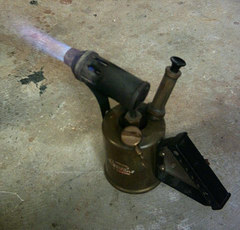
Работающая паяльная лампа

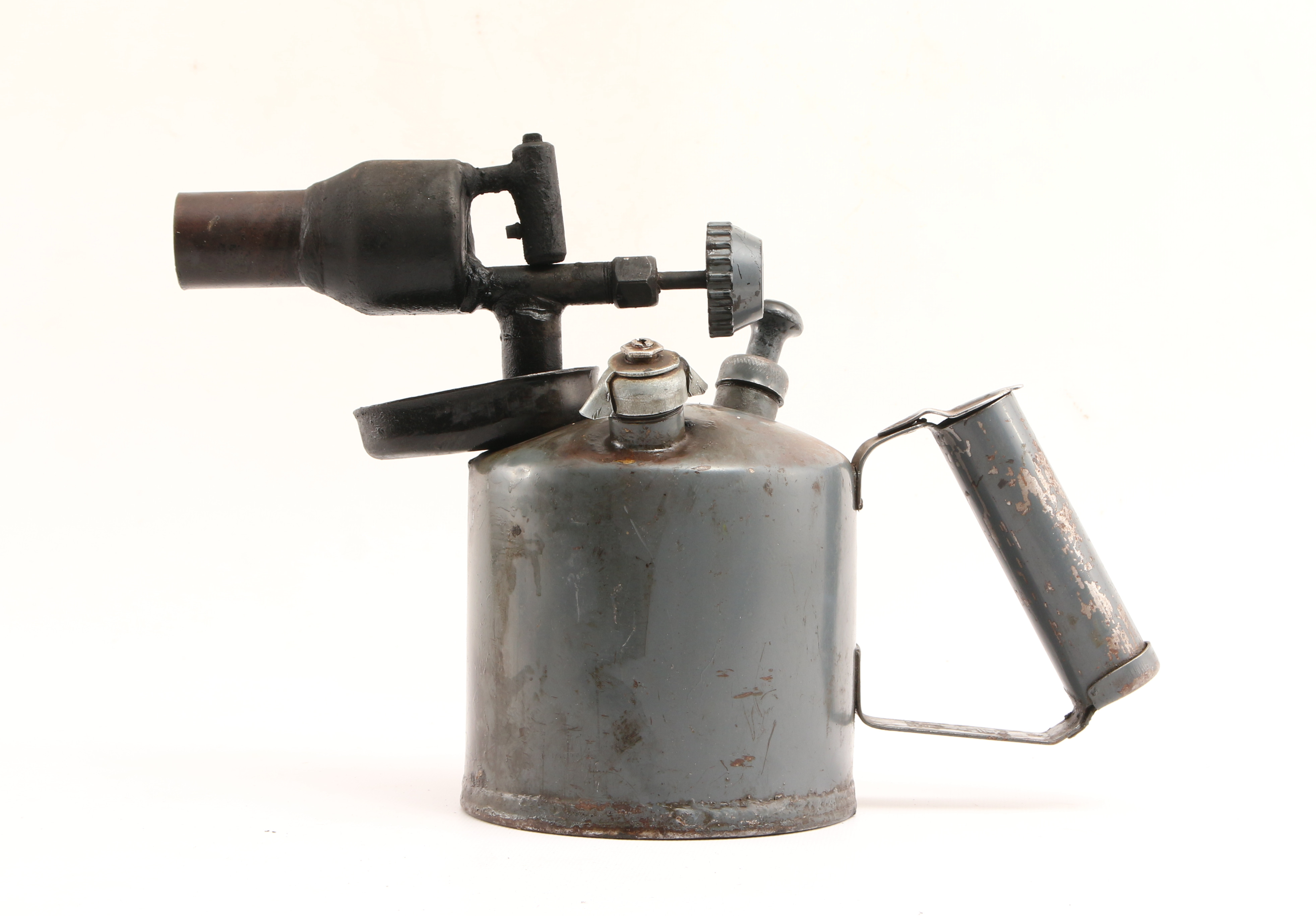
Паяльная лампа производства СССР. 1986 год.

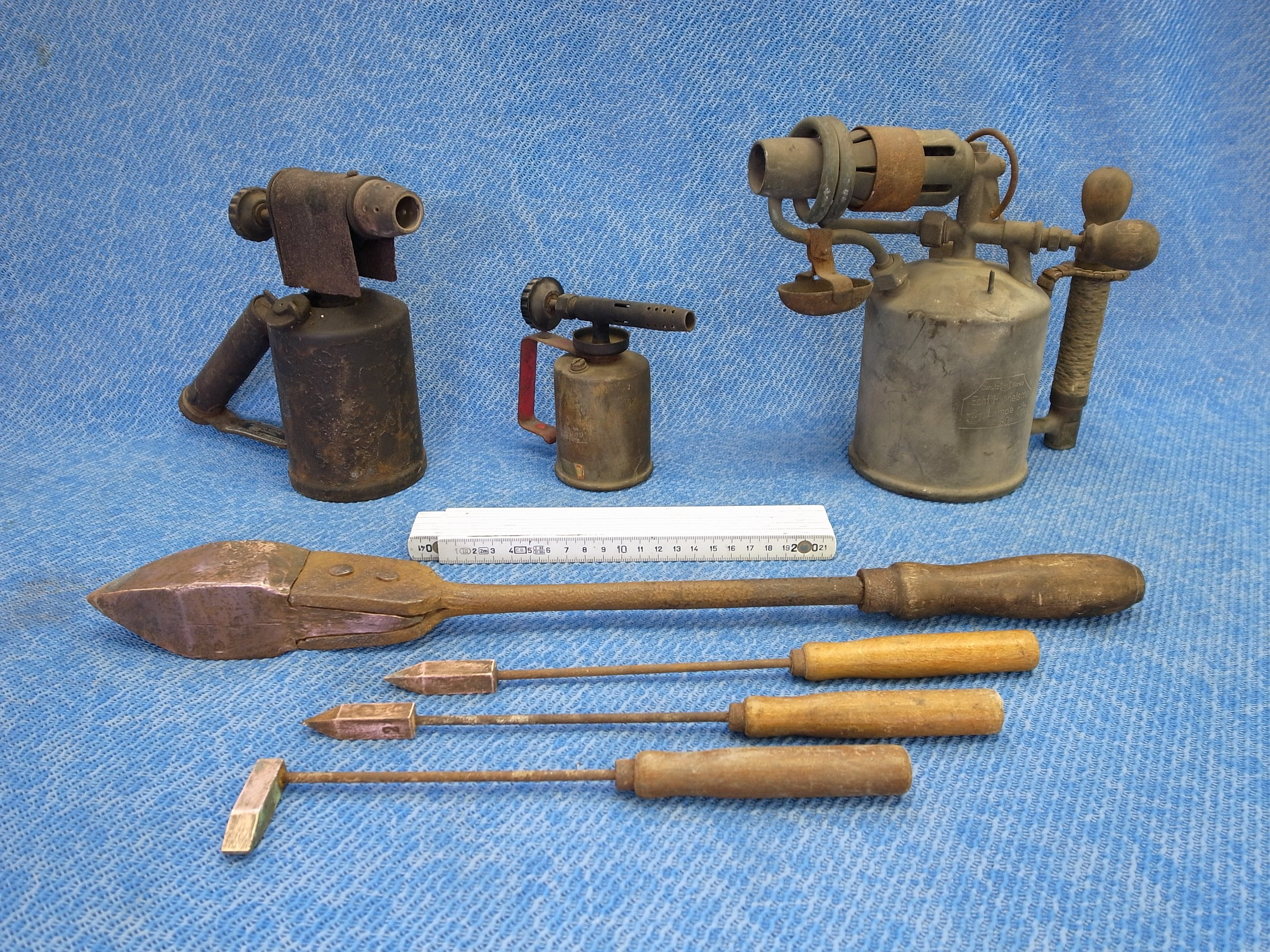
Паяльные лампы и молоточковые паяльники

Паяльная лампа — нагревательный прибор (изобретение, Швеция, Карл Рикард Нюберг, 1881 год), в котором горение исходного вещества (спирта, керосина, бензина) переводит его в испарителе в газообразное состояние, а струя из форсунки затягивает воздух, как в эжекторе.
Наибольшее распространение получили паяльные лампы форсуночного типа. Более удобны в эксплуатации и теплопроизводительнее других бензиновые паяльные лампы. Ёмкость резервуара паяльной лампы обычно 0,1-2 литра. Тепловая мощность переносных паяльных ламп находится в пределах 0,5 кВт — 3 кВт (регулируется подачей топлива).
Паяльные лампы, работающие на керосине или на спирте, должны иметь испаритель бо́льших размеров.
Нагревательный прибор для приготовления пищи, действующий по аналогичному принципу — примус.

## Применение
Паяльная лампа применяется для:
- нагрева деталей и расплавления припоя в процессе пайки,
- сварки некоторых материалов при температурах до 1000—1100 °C,
- нагрева паяльников,
- разогрева покрытий из лаков и красок для их удаления,
- отогревания замерзших водопроводных труб,
- смоления свиных туш (выжигания щетины),
- дезинфекции и дезинсекции помещений,
- приготовления пищи в походных условиях (при наличии определённых приспособлений, в частности, особым образом изогнутой трубы),
- разборки проржавевших соединений стальных и чугунных труб.

## Устройство

Устройство паяльной лампы

Паяльная лампа имеет резервуар для топлива 1. Сверху к резервуару прикрепляется горелка. Резервуар герметично закрывается крышкой 6 с уплотнительной прокладкой. С помощью ручного насоса 3 внутри резервуара создается избыточное давление. Под действием избыточного давления топливо из резервуара через трубку 8 и клапан 7 поступает к форсунке горелки 11. Перед поступлением к форсунке топливо, проходя через рубашку 9, воспринимающую тепловое излучение и конвективное тепло пламени, нагревается и испаряется, что повышает полноту сгорания. Горелка представляет собой эжектор, в котором за счёт тяги создается движение воздуха и продуктов сгорания. Устройство оговорено, например, в стандарте РСТ УССР 1312-80.
Типовой состав лампы:
- резервуар для топлива — наиболее крупный элемент паяльной лампы;
- ручка, в некоторых случаях именно в ручке находится насос;
- герметично закрывающееся отверстие — для заливки топлива в резервуар, иногда его роль выполняет горловина для установки насоса;
- ручной поршневой воздушный насос с клапаном — для создания избыточного давления внутри резервуара;
- сифонная трубка для — подачи жидкого топлива из резервуара к испарителю;
- игольчатый вентиль  — крепится на наружной части сифонной трубки и служит для регулировки расхода поступающего в испаритель топлива;
- испаритель, в котором, после прогрева, поступающее топливо переходит в газообразное состояние;
- форсунка — располагается на конце трубки, выведенной из верхней части испарителя, направляет струю газообразного топлива через испаритель к эжектору;
- эжектор — наиболее разогревающаяся часть лампы, является продолжением испарителя, в рабочем режиме именно на выходе из эжектора топливовоздушная смесь начинает гореть;
- проволока для прочистки форсунки — используется по мере необходимости;
- топливо — не деталь, расходный материал, от качества которого зависит дымность пламени, засоряемость форсунки и взрывоопасность. Для бензиновых ламп рекомендуется бензин с октановым числом не более 80 или бензин «Kалоша» (синоним — Нефрас С2 80/120).
- тарелка, расположенная под испарителем - используется для предварительного нагрева испарителя горелки перед использованием лампы, в неё наливается небольшое количество топлива.

## Техника безопасности
Кроме очевидной пожароопасности, паяльная лампа является потенциально взрывоопасным прибором, так как в резервуаре находится смесь паров топлива и воздуха под высоким давлением, а резервуар нагревается при работе. Поэтому при использовании паяльной лампы требуется строгое соблюдение правил безопасности, а именно:
- не допускать нагрева резервуара до температуры выше 50 °C;
- не открывать крышку резервуара и не производить заправку при работающей или ещё не остывшей лампе;
- не создавать в лампе чрезмерного избыточного давления;
- не применять бензин в лампе, предназначенной для использования керосина;
- следить за герметичностью клапанов насоса и соединений;
- при перевозке и хранении убедиться в отсутствии избыточного давления и остатков топлива в резервуаре;
- ни в коем случае нельзя применять паяльную лампу или газовую горелку для отогрева замёрзших труб систем отопления (особенно в жилом помещении), это может стать причиной пожара.

Наиболее частая причина взрыва паяльной лампы — открытие крышки резервуара горячей лампы. В этом случае пары бензина соприкасаются с нагретой до 500—600 °C горелкой и воспламеняются, вызывая взрыв паровоздушной смеси в резервуаре и вокруг него. Также нужно учитывать, что старые лампы использовали керосин, при заливке бензина и последующем использовании резервуар разрывало давлением. Ожоги в таком случае практически неизбежны, поскольку происходят, как правило, при попытке «подкачать».
Необходимо осознавать, что при розжиге бензиновой лампы испаритель наполнен бензином, и если на этом этапе кран подачи топлива перекрывается, то оставшийся в испарителе бензин будет продолжать покидать испаритель через сопло в виде жидкости, или в случае бо́льшего прогрева, — в виде газожидкостной или газовой струи.
Кроме того, для работ в закрытом помещении необходимо иметь вентиляцию, достаточную для удаления резко пахнущих, токсичных и канцерогенных продуктов сгорания.
Паяльная лампа, в большинстве случаев, может быть заменена более безопасной газовой горелкой (газ в баллоне не смешивается с воздухом).
При наличии в месте проведения работ источника электрической энергии достаточной мощности паяльную лампу можно заменить техническим феном, который не использует легковоспламеняющихся материалов и более безопасен.